# Heim Glacier
Heim Glacier är en glaciär i Antarktis. Den ligger i Västantarktis. Argentina, Chile och Storbritannien gör anspråk på området. Heim Glacier ligger 291 meter över havet.
Terrängen runt Heim Glacier är huvudsakligen kuperad, men västerut är den bergig. Trakten är obefolkad. Det finns inga samhällen i närheten.